# Macaranga graeffeana
Macaranga graeffeana är en törelväxtart som beskrevs av Ferdinand Albin Pax och Käthe Hoffmann.
Macaranga graeffeana ingår i släktet Macaranga och familjen törelväxter. Artens utbredningsområde är Fiji.

## Underarter
Arten delas in i följande underarter:
- Macaranga graeffeana crenata
- Macaranga graeffeana graeffeana
- Macaranga graeffeana major